# لويس غوادالوبي
لويس ألبيرتو غوادالوبي ريفادينييرا (بالإسبانية: Luis Guadalupe)‏ (مواليد 3 أبريل 1976 في تشينتشا ألتا) لاعب كرة قدم بيروفي دولي يجيد اللعب في خط الدفاع . يلعب حاليا لصالح نادي خوان أوريتش البيروفي من سنة 2008 .

## روابط خارجية
- لويس غوادالوبي على موقع الاتحاد الدولي (مؤرشف)  (الإنجليزية)
- لويس غوادالوبي على موقع إي إس بي إن إف سي (الإنجليزية)
- لويس غوادالوبي على موقع قاعدة بيانات كرة القدم.إي يو (الإنجليزية)
- لويس غوادالوبي على موقع ناشيونال فوتبول تيمز (الإنجليزية)
- لويس غوادالوبي على موقع Soccerbase.com (لاعب) (الإنجليزية)
- لويس غوادالوبي على موقع Soccerway.com (الإنجليزية)
- لويس غوادالوبي على موقع عالم كرة القدم.نت (الإنجليزية)